# نقل نشط

تعتبر آلية عمل مضخة صوديوم-بوتاسيوم مثالا على النقل النشط الأولي.

النقل النشط أو النقل الفاعل أو النقل الفعال أو إنتقال نشط (بالإنجليزية: active transport)‏ : هى حركة اى مادة خلال غشاء الخلية عندما يلزمها طاقة كيميائية لأجبار الايونات على الانتشار ضد التدرج في التركيز (من منطقة اقل تركيزا الى عالية التركيز)
ATP --> ADP + Pi + energy
الخلايا التي تستعمل النقل الفعال لديها الكثير من المتقدِّرات (الميتوكوندريا) (بالإنجليزية: Mitochondria)‏ لتنتج ATP اللازم
من الأمثلة على النقل الفعال:
1. تنقل النباتات الأيونات غير العضوية إلى الجذور بواسطة النقل الفعال.
2. يوجد في خياشيم الأسماك البحرية خلايا تستطيع إزالة الأملاح من أجسام الأسماك بضخها إلى المياه المالحة.
3. تجلب خلايا الغدة الدرقية اليود ويستعمل في إنتاج الهرمونات.
4. الخلايا في كليتي الحيوان الفقاري تعيد امتصاص أيونات الصوديوم من البول.

## روابط خارجية
- النقل النشط الثانوي